# IC 2490
IC 2490 је спирална галаксија у сазвјежђу Лав која се налази на листи објеката дубоког неба у Индекс каталогу.
Деклинација објекта је + 29° 55' 43" а ректасцензија 9h 33m 3,7s. Привидна величина (магнитуда) објекта IC 2490 износи 13,7 а фотографска магнитуда 14,5. IC 2490 је још познат и под ознакама UGC 5087, MCG 5-23-10, CGCG 152-26, PGC 27121.